# Lipień pospolity
Lipień pospolity, lipień europejski, lipień (Thymallus thymallus) – gatunek słodkowodnej, zimnolubnej ryby łososiokształtnej, gatunek typowy lipieniowatych (Thymallinae).

## Występowanie
Występuje na obszarze od zachodniej Walii, Francji i północnych Włoch do Morza Białego. Brak go w południowej Europie i Irlandii. W Polsce występuje głównie w rzekach Pomorza, Karpat i Sudetów. Zasiedla głównie rzeki, rzadko spotykany w jeziorach. Latem przebywa na kamienistych płyciznach, zimą przenosi się do głębszych wód.

## Morfologia
Dorasta przeciętnie do 30–40, maksymalnie do 60 cm długości. Rekord świata to 2,18 kg; był to osobnik złowiony w listopadzie 2009 roku w rzece Steinfeld (dopływ Drawy) w Austrii. Jednak zwykle średnia masa tej ryby nie przekracza 1 kg. Ciało ma lekko spłaszczone i małą głowę. Otwór gębowy niewielki, przedni, z drobnymi zębami, szczęka górna nieco dłuższa od dolnej. Łuski są duże, mocno osadzone w skórze. Młode osobniki są srebrzysto-jasnozielone z niebieskawymi plamami na bokach. Osobniki starsze mają grzbiet szarozielony, zielonkawe boki i biały brzuch. Na bokach podłużne ciemne smugi odpowiadające poszczególnym rzędom łusek. Płetwy nieparzyste mają bladofioletowy odcień, płetwa grzbietowa jest długa, wysoka i ozdobiona kilkoma rzędami czerwonych i czarnych plamek. Całe ciało ma metaliczny połysk. Płetwy grzbietowa, odbytowa, i piersiowe większe u samców niż u samic. Dymorfizm płciowy zaznacza się większymi rozmiarami samców oraz – w okresie godowym – ich jaskrawym ubarwieniem i powiększoną płetwą grzbietową.

## Etymologia
Łacińska nazwa gatunkowa thymallus, przejęta z greckiej θύμαλλος oznacza „pachnący tymiankiem”. Ryba ta, wyjęta z wody, ma mieć ponoć taki zapach.

## Biologia
Żywi się głównie larwami chruścików, jętek i innych owadów oraz owadami zbieranymi z powierzchni wody, a także mięczakami i innymi bezkręgowcami. Duże osobniki zjadają również ryby, a nawet ssaki.
Chętnie grupuje się w niewielkie stadka. Żyje przeciętnie 4–5 lat, maksymalnie 14. Jego liczebność i rozmieszczenie ze względu na krótkowieczność są zmienne. Jest bardzo wrażliwy na zanieczyszczenia wody.

## Rozród
Samce dojrzewają płciowo w 2 lub 3 roku życia, a samice w 4. Wiosną, w okresie tarła, lipień podejmuje krótkie wędrówki poszukując żwirowych lub kamienistych tarlisk z dobrze natlenioną wodą, które znajduje przeważnie w niedużych dopływach. Tarło obywa się w temperaturze 6–8 °C. Ikra ma barwę bursztynową, jest zasypywana w piasku przez samca, który broni jej przez 2–3 tygodnie inkubacji. Często w jednym gnieździe składa jaja kilka samic.

## Ochrona
| Wymiar ochronny | 30 cm        |
| Okres ochronny  | 1.III – 31.V |

## Znaczenie gospodarcze
Nie występuje licznie, dlatego nie ma większego znaczenia w połowach. Jest natomiast hodowany w stawach hodowlanych. Bardzo ceniony wędkarsko – poławiany głównie przez wędkarzy łowiących na sztuczną muchę. Spotykany w akwariach publicznych.

## Filatelistyka
Pierwszy raz Poczta Polska wypuściła znaczek pocztowy przedstawiający lipienia w 1958 jako cząstkę serii Szlachetne gatunki ryb. Seria składała się z pięciu części. Kolorowy ząbkowany znaczek o nominale 6,40 zł wydrukowany był na papierze niepowlekanym w technice rotograwiury. Autorem projektu był grafik Stefan Małecki. Nakład wyniósł 1 995 000 sztuk. Znaczek pozostawał w obiegu do 31 grudnia 1994.
Kolejny znaczek Poczty Polskiej, przedstawiający lipienia, wydany został w 1979 roku. Stanowił cząstkę serii 100 lat wędkarstwa polskiego. Serię stanowiło osiem kolorowych i ząbkowanych znaczków. Znaczek z lipieniem, o nominale 1 zł, wydrukowany był na papierze kredowym techniką rotograwiury. Nakład wyniósł 12 105 000 sztuk. Autorem projektu znaczka był Jacek Brodowski. Pozostawał on w obiegu do 31 grudnia 1994.